# Diepoltskirchen

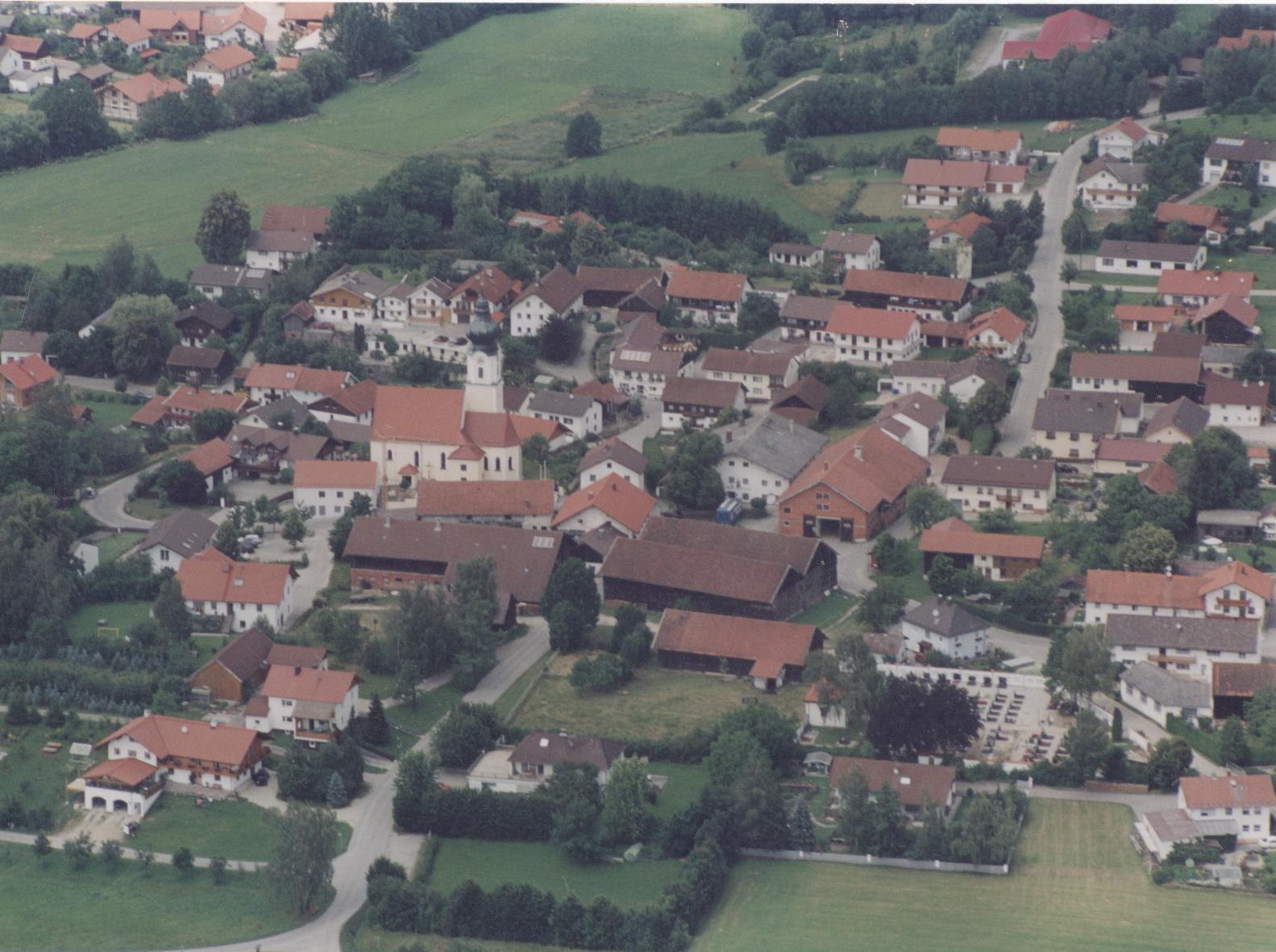
Diepoltskirchen

Diepoltskirchen ist ein Gemeindeteil sowie eine Gemarkung innerhalb der Gemeinde Falkenberg im niederbayerischen Landkreis Rottal-Inn.

## Geschichte
Im ehemaligen Landkreis Eggenfelden gab es zwei Gemeinden mit dem Namen Diepoltskirchen, die durch den Zusatz I bzw. II unterschieden wurden. Als am 3. Januar 1952 die Gemeinde Diepoltskirchen II in Oberhöft umbenannt wurde, verlor die Gemeinde Diepoltskirchen I diesen Nummernzusatz. Am 1. Juli 1971 wurde Diepoltskirchen nach Fünfleiten eingemeindet. Am 1. Januar 1974 wurde die Gemeinde Fünfleiten mit Diepoltskirchen in die Gemeinde Falkenberg eingegliedert.

## Pfarrkirche Sankt Valentin
Ehemals war der spätgotische Bau eine Wallfahrtskirche. Das Schiff entstand im 15. Jahrhundert. Das Zwiebeldach des Kirchturmes erscheint für den gotischen Bau untypisch.
Die Erklärung dafür ist ein Brand im Jahre 1777, der infolge eines Blitzschlages den alten Turm zerstörte.
Durch dieses unglückliche Ereignis wurde ein neuer Turm im spätbarocken Stil hochgezogen. Dabei wurde auch parallel das Kircheninnere barockisiert.